# قاشق غذاخوری

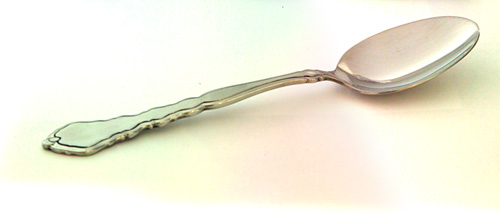
این قاشق غذاخوری در حدود ۱۵ میلی لیتر گنجایش دارد.

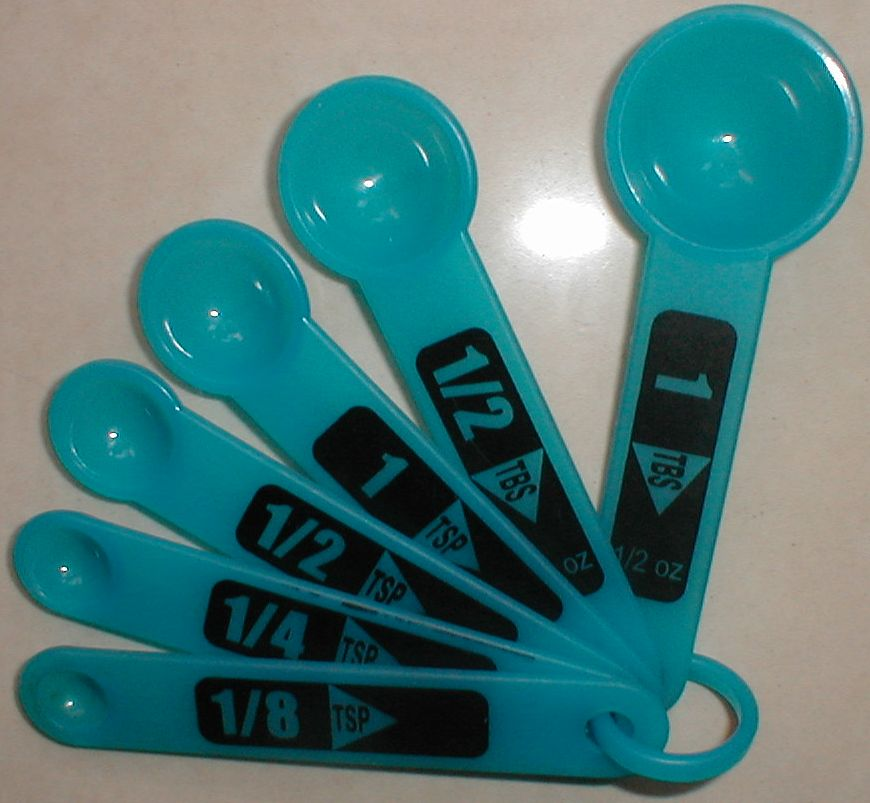
یک سری قاشق اندازه‌گیری بزرگترین قاشق در این سری قاشق غذاخوری نامیده می‌شود.

قاشق غذاخوری در آمریکا و برخی از نواحی کانادا، یک قاشق غذاخوری بزرگترین نوع از قاشق است که معمولاً برای خوردن از یک کاسه استفاده می‌شود. در انگلستان و بسیاری از کشورهای مشترک‌المنافع، یک قاشق غذاخوری قاشق بزرگی است که معمولاً برای سرو غذا استفاده می‌شود. در کشورهایی که در آن این قاشق برای سرو غذا بکار می‌رود، نزدیکترین قاشق به آن قاشق دسرخوری یا قاشق سوپخوری است که هر دو معادل ۱۰ میلی‌لیتر گنجایش دارند.
در آمریکا این قاشق گنجایش ۱۵ میلی‌لیتر را دارد و معادل سه قاشق چایخوری است. در استرالیا این قاشق معادل ۲۰ میلی‌لیتر گنجایش دارد. لازم به تذکر است که این قاشق برای اندازه‌گیری گرم نیست زیرا وزن مواد مختلف با وجود حجم یکسان با یکدیگر متفاوت است.
در ایران در بسیاری از سایت‌ها قاشق غذاخوری معادل و برابر با قاشق سوپخوری گرفته می‌شود که با مقیاس‌های قاشق اندازه‌گیری استاندارد تفاوت دارد.